# Śmichy chichy
Śmichy chichy (ang. Jollywobbles, 2010) – serial komediowy przeznaczony dla dzieci. W Polsce program emitowała stacja CBeebies. 

## Obsada
- Justin Fletcher – Justin[1]
- Emily Dormer – epizodyczne role
- Phil Gallagher – epizodyczne role

## Fabuła
Justin Fletcher, komik znany z programu dla dzieci To jest żart, rozbawia najmłodszych widzów. W każdym odcinku wsiada za kierownicę swojego kolorowego samochodu i jeździ do różnych miejsc, takich jak biblioteka, myjnia dla aut, plaża czy pływalnia. Gdziekolwiek Justin się pojawi, zawsze robi mnóstwo zamieszania i przeżywa śmieszne przygody.